# 突厥语系
突厥语系（英語：Turkic languages），是世界主要語系之一，使用人口约2亿人，構成突厥語民族，内部包括至少35种语言，主要分布在欧亚大陆上，东至中国，西至歐洲，北至西伯利亞，南至伊朗。
突厥语有悠久的书面语历史，有文字的记载最早可追溯至公元6世纪突厥汗国时期的古突厥语碑铭，并在各历史时期作为不同国家和地区的官方语言与国际交流用语。

## 语言特征

### 形态
突厥語系語言屬於黏着语。

### 句法
形態變化以粘著法為主，即用後綴表示語法概念，罕用獨立的詞。

### 词汇
沒有關係代詞，但卻有大量動詞性靜詞、分詞和動名詞。

### 语音
突厥语语音系统的标志是数对前后对立的元音和清浊对立的辅音依语音和谐规律相搭配。

#### 元音
突厥语的元音大多由4对构成前后对立的元音组成，并在词汇及其附加成分上保持严整的元音和谐规律。
| 前元音 | ä | i | ö | ü |
| 后元音 | a | ı | o | u |

学者还普遍认为，从古突厥语时期即存在一个央元音e，至今依然保留在许多现在突厥语中。许多现代突厥语也有不完整的长元音存在，但许多长元音是第二性的。同时，古突厥语存在长短元音的对立的观点也逐渐被普遍接受（但在长元音是第一性的还是第二性的问题上尚无共识）。
| 长前元音 | ä: | i: | ö: | ü: |
| 长后元音 | a: | ı: | o: | u: |
| 短前元音 | ä  | i  | ö  | ü  |
| 短后元音 | a  | ı  | o  | u  |

个别现代突厥语失去了ö和ü，如烏孜別克語。所以现代突厥语的元音音位系统是由6至9个元音构成的。

## 使用人口

突厥語系語言使用人口圓餅圖

土耳其語是使用人口最多的突厥語系語言。

## 突厥語系下的語言
原始突厥語是所有突厥語系語言的祖語。

### 烏古爾語族
- 匈奴語†（匈奴、北匈奴、南匈奴、汉赵、北凉、夏 (十六国)、高昌北凉）？
- 拓跋語†（代 (十六國)、南涼）？
- 匈人語(xhc)†（匈人帝國）?
- 保加尔语支
  - 可薩語(zkz)†（可薩汗國）？
  - 保加爾語(xbo)†（舊大保加利亞、伏爾加保加利亞）
  - 楚瓦什语(chv)（俄罗斯楚瓦什）

### 共同突厥语族
- 烏古斯语支
  - 鄂圖曼土耳其語†(ota)（鄂圖曼帝國）
  - 加告兹语(gag)（摩尔多瓦加告茲）
  - 土耳其语(tur)（土耳其、賽普勒斯北賽普勒斯）
  - 亞塞拜然语(aze)（亞塞拜然、俄羅斯達吉斯坦、伊朗西北部）
  - 阿夫沙爾語(azb)（土耳其、敘利亞、伊朗、土庫曼斯坦）
  - 土库曼语(tuk)（土库曼斯坦、伊朗、阿富汗）
  - 卡什加语(qxq)（伊朗法爾斯）
  - 撒拉语(slv)（中国青海循化）
- 哈拉吉语(klj)（伊朗）
- 欽察语支
  - 庫曼語(qwm)†（庫曼汗國）
  - 欽察語†（基馬克汗國、庫曼汗國、欽察汗國）
  - 古韃靼語†（喀山汗國）
  - 卡拉伊姆语(kdr)（克里米亞）
  - 克里米亚鞑靼语(crh)（克里米亞、羅馬尼亞）
  - 乌鲁姆语(uum)（喬治亞）
  - 卡拉恰伊-巴尔卡尔语(krc)（俄罗斯卡巴爾達-巴爾卡爾）
  - 诺盖语(nog)（俄羅斯车臣）
  - 巴什基尔语(bak)（俄羅斯巴什科爾托斯坦）
  - 库梅克语(kum)（俄罗斯达吉斯坦）
  - 卡拉卡尔帕克语(kaa)（乌兹别克斯坦卡拉卡爾帕克斯坦）
  - 韃靼语(tat)（俄羅斯鞑靼斯坦、哈萨克斯坦、中国新疆）
  - 哈萨克语(kaz)（哈萨克斯坦、中国新疆伊犁、俄羅斯阿爾泰）
  - 柯爾克孜語(kir)（吉尔吉斯斯坦、中国新疆克孜勒蘇）
  - 阿爾泰語(alt)（俄羅斯阿爾泰）
  - 西伯利亞韃靼語(sty)（俄羅斯西伯利亞西南）
- 葛邏祿語支
  - 中古突厥語(xqa)†（喀喇汗國）
  - 察合台语(chg)†（察合台汗國）
  - 花剌子模語 (突厥語)(zkh)†（欽察汗國）
  - 烏孜別克語(uzb)（乌兹别克斯坦、吉尔吉斯斯坦、哈萨克斯坦、阿富汗、塔吉克斯坦、中国新疆）
  - 维吾尔语(uig)（中国新疆、哈萨克斯坦、乌兹别克斯坦、吉尔吉斯斯坦、巴基斯坦）
  - 土尔克语(ili)（中国新疆伊犁）
  - 艾努语(aib)（中国新疆喀什）
- 西伯利亞語支？
  - 古突厥語(otk)†（丁零、敕勒、鐵勒、突厥汗國、西突厥汗國、東突厥汗國、薛延陀、後突厥汗國、突騎施）
    - 鄂爾渾突厥語†（堅昆、黠戛斯汗國）
    - 回鶻語(oui)†（回鶻汗國、龜茲回鶻、甘州回鶻、高昌回鶻）

  - 阿爾泰語支
    - 北阿爾泰語(alv)（俄羅斯阿爾泰）
    - 哈卡斯语(kjh)（俄羅斯哈卡斯）
    - 富裕柯爾克孜語(kjh)（中國黑龍江富裕）

  - 葉尼塞語支
    - 西部裕固语(ybe)（中国甘肃）
    - 邵爾語(cjs)（俄羅斯克麥羅沃州）

  - 薩彥語支
    - 图瓦语(tyv)（俄羅斯圖瓦）
    - 托法語(kim)（俄羅斯伊爾庫茨克）
    - 回紇烏梁海語（蒙古國庫蘇古爾省）

  - 楚利姆語支
    - 楚利姆语(clw)（俄羅斯克拉斯諾亞爾斯克）

  - 北極語支
    - 多尔干语(dlg)（俄羅斯克拉斯諾亞爾斯克）
    - 雅库特语(sah)（俄羅斯薩哈）

## 爭議
- 有學者認為西伯利亞語支內部差異大，應拆分成包括北極語支、薩彥語支、葉尼塞語支、楚利姆語支、阿爾泰語支的五个語支。[4]
- 阿爾泰民族假說認為突厥語系、蒙古語系、通古斯語系可以組成阿爾泰語系。有時還包括朝鮮語系、日本語系、阿伊努語。[5]
- 圖蘭主義認為阿爾泰語系可以和烏拉爾語系組成烏拉爾-阿爾泰語系。[6]

## 外部連結
- Turkic Languages Verb Comparison （页面存档备份，存于）
- Turkic Inscriptions of Orkhon Valley, Mongolia （页面存档备份，存于）
- Turkic Languages: Resources – University of Michigan （页面存档备份，存于）
- Map of Turkic languages （页面存档备份，存于）
- Classification of Turkic Languages （页面存档备份，存于）
- Online Uyghur–English Dictionary （页面存档备份，存于）
- 中的“突厥语系”
- Turkic language vocabulary comparison tool / dictionary
- A Comparative Dictionary of Turkic Languages Open Project
- The Turkic Languages in a Nutshell 的存檔，存档日期12 November 2020. with illustrations.
- Swadesh lists of Turkic basic vocabulary words （页面存档备份，存于） (from Wiktionary's Swadesh-list appendix （页面存档备份，存于）)
- Turkic basic vocabularies （页面存档备份，存于）
- Conferences on Turkic languages processing: Astana, Kazakhstan, 2013, Istanbul, Turkey, 2014 （页面存档备份，存于）, Kazan, Tatarstan, 2015